# Cristina Fontes Lima
Maria Cristina Lopes Almeida Fontes Lima (1958) es una abogada y política caboverdiana que fue Ministra de Justicia de 2001 a 2006, Ministra de Defensa de 2006 a 2011 y vice primera ministra y Ministra de Salud de 2011 a 2016.

## Biografía
Nacida en 1958. En 1981 se licenció en Derecho por la Facultad de Derecho de la Universidad de Lisboa. En 1996, completó una Maestría en Administración Pública de la Universidad del Sur de Illinois.
Fontes Lima es miembro del Partido Africano por la Independencia de Cabo Verde. Fue nombrada miembro del gabinete por el primer ministro José Maria Neves el 13 de enero de 2001, como Ministra de Justicia. Ocupó este cargo hasta el 8 de marzo de 2006, cuando fue nombrada Ministra de la Presidencia del Consejo de Ministros, Ministra de Reforma del Estado y Ministra de Defensa.
En 2011, fue nombrada ministra de Salud y vice primera ministra Como Ministra de Salud, supervisó las respuestas de la nación a la epidemia de Ébola en los países vecinos y a la epidemia de Zika que ha afectado a más de 7.000 personas en Cabo. Verde. En febrero de 2014, lideró la firma de un pacto nacional de salud y en 2015 firmó el acuerdo con Naciones Unidas por la igualdad de género como vice primera ministra y ministra de Salud de Cabo Verde.
En diciembre de 2014, Lima se postuló para la dirección del partido. Quedó en tercer lugar con el 8,5% de los votos frente a Janira Hopffer Almada (51,2%) y el líder parlamentario Felisberto Alves Vieira (40,3%). Dejó el ejecutivo tras la derrota del partido en las elecciones de 2016
En septiembre de 2016 se postuló para el Concejo de la ciudad de Praia, pero fue derrotada por el candidato del Movimiento por la Democracia, Oscar Santos, quien reemplazó a Ulisses Correia e Silva cuando éste dejó el puesto para postularse a la presidencia del país.